# Vincent Faucheux
Vincent Faucheux, né le 29 janvier 1982 à Saint-Quentin, est un rameur d'aviron français.

## Palmarès

### Championnats du monde
- 2003 à Milan
  -  Médaille de bronze en huit poids légers
- 2004 à Banyoles
  -  Médaille d'or en huit poids légers